# Prix Génie du meilleur film
Le prix Génie du meilleur film (en anglais : Genie Award for Best Motion Picture) est décerné entre 1980 et 2012 par l'Académie canadienne du cinéma et de la télévision pour récompenser le meilleur film canadien de l'année.

## Palmarès
Note : le vainqueur de chaque année est indiqué en premier et en gras, les autres nommés sont indiqués en dessous.

### Années 1980
- 1980 : L'Enfant du diable (The Changeling) de Peter Medak
- 1981 : Les Bons Débarras de Francis Mankiewicz
- 1982 : Ticket to Heaven de Ralph L. Thomas
- 1983 : The Grey Fox de Phillip Borsos
- 1984 : The Terry Fox Story (en) de Ralph L. Thomas
- 1985 : Un printemps sous la neige (The Bay Boy) de Daniel Petrie
- 1986 : Mon cousin américain (My American Cousin) de Sandy Wilson
- 1987 : Le Déclin de l'empire américain de Denys Arcand
- 1988 : Un zoo la nuit de Jean-Claude Lauzon
- 1989 : Faux-semblants (Dead Ringers) de David Cronenberg

### Années 1990
- 1990 : Jésus de Montréal de Denys Arcand
- 1991 : Robe noire (Black Robe) de Bruce Beresford
- 1992 : Le Festin nu (The Naked Lunch) de David Cronenberg
- 1993 : Thirty Two Short Films About Glenn Gould de François Girard
- 1994 : Exotica d'Atom Egoyan
- 1996 (janvier) : Le Confessionnal de Robert Lepage
- 1996 (novembre) : Les Feluettes (Lilies) de John Greyson
- 1997 : De beaux lendemains (The Sweet Hereafter) de Atom Egoyan
- 1999 : Le Violon rouge (The Red Violin) de François Girard

### Années 2000
- 2000 : Sunshine d'István Szabó

- 2001 : Maelström de Denis Villeneuve
  - eXistenZ de David Cronenberg
  - Le Voyage de Félicia (Felicia's Journey) d'Atom Egoyan
  - Les Cinq Sens (The Five Senses) de Jeremy Podeswa
  - Histoires d'hiver de François Bouvier
  - Post Mortem de Louis Bélanger

- 2002 : Atanarjuat (ᐊᑕᓈᕐᔪᐊᑦ) de Zacharias Kunuk
  - Eisenstein de Renny Bartlett (en)
  - Treed Murray de William Phillips (en)
  - Un crabe dans la tête d'André Turpin
  - The War Bride (en) de Lyndon Chubbuck

- 2003 : Ararat d'Atom Egoyan
  - Bollywood Hollywood de Deepa Mehta
  - Québec-Montréal de Ricardo Trogi
  - De drôles d'oiseaux (en) (Rare Birds) de Sturla Gunnarsson (en)
  - Suddenly Naked (en) d'Anne Wheeler

- 2004 : Les Invasions barbares de Denys Arcand
  - La Face cachée de la lune de Robert Lepage
  - La Grande Séduction de Jean-François Pouliot
  - Mister Cash (Owning Mahowny) de Richard Kwietniowski
  - The Snow Walker de Charles Martin Smith

- 2005 : Les Triplettes de Belleville de Sylvain Chomet
  - Adorable Julia (Being Julia) d'István Szabó
  - Love, Sex and Eating the Bones (en) de Sudz Sutherland (en)
  - Ma vie en cinémascope de Denise Filiatrault
  - Mémoires affectives de Francis Leclerc

- 2006 : CRAZY : Pierre Even et Jean-Marc Vallée
  - Familia : Luc Déry
  - Frankie Wilde (It's All Gone Pete Tong) : Elizabeth Yake, Allan Niblo, James Richardson
  - Ralph (Saint Ralph) : Michael Souther, Teza Lawrence, Andrea Mann, Seaton McLean
  - Water (वाटर) : David Hamilton

- 2007 : Bon Cop, Bad Cop :  Kevin Tierney
  - Le Guide de la petite vengeance : Roger Frappier et Luc Vandal
  - Maurice Richard (The Rocket) : Denise Robert et Daniel Louis
  - Trailer Park Boys: The Movie (en) : Mike Clattenburg, Barrie Dunn et Michael Volpe
  - Un dimanche à Kigali : Lise Lafontaine et Michel Mosca

- 2008 : Loin d'elle (Away from Her) : Daniel Iron, Simone Urdl et Jennifer Weiss
  - L'Âge des ténèbres : Denise Robert et Daniel Louis
  - Continental, un film sans fusil : Luc Déry et Kim McCraw
  - Les Promesses de l'ombre (Eastern Promises) : Robert Lantos et Paul Webster
  - J'ai serré la main du diable (Shake Hands with the Devil) : Laszlo Barna et Michael Donovan

- 2009 : La Bataille de Passchendaele (Passchendaele) : Paul Gross, Niv Fichman, Frank Siracusa et Francis Damberger
  - Amal (en) : David Miller et Steven Bray
  - Ce qu'il faut pour vivre : Bernadette Payeur et René Chénier
  - Normal : Carl Bessai et Andrew Boutilier
  - Tout est parfait : Nicole Robert

### Années 2010
- 2010 : Polytechnique de Denis Villeneuve
  - Three Seasons de Jim Donovan
  - Le Jour avant le lendemain (Before Tomorrow) de Marie-Hélène Cousineau (en) et Madeline Ivalu (en)
  - La Guerre de l'ombre (Fifty Dead Men Walking) de Kari Skogland
  - Nurse.Fighter.Boy de Charles Officer (en)

- 2011 : Incendies de Denis Villeneuve
  - 10 ½ de Podz
  - Les Amours imaginaires de Xavier Dolan
  - Le Monde de Barney (Barney's Version) de Richard J. Lewis (en)
  - Splice de Vincenzo Natali

- 2012 : Monsieur Lazhar de Philippe Falardeau
  - Café de Flore de Jean-Marc Vallée
  - A Dangerous Method de David Cronenberg
  - Starbuck de Ken Scott
  - Seule contre tous (The Whistleblower) de Larysa Kondracki (en)